# 리눅스 리브레
리눅스 리브레(영어: Linux-libre)는 운영 체제 커널 및 GNU 패키지로서, 수정된 버전의 리눅스 커널로부터 관리된다. 이 프로젝트의 목적은 소스 코드를 포함하지 않거나 소스 코드가 난독화되어 있거나 사유 라이선스로 배포된 소프트웨어를 리눅스 커널에서 모조리 제거하는 것이다.
소스 코드가 없는 부분은 바이너리 블롭이라 하며 대부분이 재배포 가능한 사유 펌웨어이지만 사용자가 이 부분을 수정하거나 연구하거나 재배포할 자유는 없다. 리눅스 리브레는 자유 소프트웨어의 잘 알려진 예이다.

## 역사
리눅스 커널은 1996년 바이너리 블롭을 포함하기 시작했다. 바이너리 블롭을 청산하는 과제가 2006년 그뉴센스의 find-firmware와 gen-kernel과 함께 개시되었다. 이 과제는 추후 2007년 BLAG 리눅스 배포판이 deblob과 함께 떠맡게 되면서 리눅스 리브레가 탄생한 계기가 되었다.
리눅스 리브레는 처음으로 자유 소프트웨어 재단 라틴 아메리카(FSFLA)에 의해 공개된 뒤, 자유 소프트웨어 재단(FSF)에 완전히 자유로운 리눅스 배포판의 가치있는 구성 요소로 승인되었다. 2012년 3월에 GNU 패키지로 되었다. 알렉산드르 올리바가 프로젝트 관리자이다.

## 같이 보기
- GNU 허드
- 오픈 소스 하드웨어
- 분류:컴퓨터 마스코트